# Hajime Watanabe
Pour les articles homonymes, voir Watanabe.
Hajime  Watanabe (渡邊　一) est un graveur buriniste sur bois japonais né en 1967 à Tokyo. 
Il accorde une grande importance à la matrice (le bois proprement dit), considérée comme une sculpture et souvent présentée dans ses expositions en même temps que les épreuves qui en sont tirées. 
Il a repris la presse typographique ancienne et historique Stanhope (XIXe siècle) des graveurs, illustrateurs et relieurs Francois-Louis Schmied et Théo Schmied.

## Expositions
- Édition du club La Gravure originale : Paris, Tribunal de Commerce, exposition collective, 2005 ;
- Exposition de la presse Stanhope : Musée de l'Imprimerie Toppan, Tokyo, 2006-2007 ;
- Exposition de l'Académie des beaux-arts de l'Institut de France, Paris : « Faire connaitre l'art de la gravure : entre hommages et nouveautés », 2008 ;
- Exposition « Le Bois gravé », Fondation Taylor, Paris, 2009 ;
- Exposition « La Gravure Originale », mairie du 6e arrondissement, Paris, 2010 ;
- Biennale « ESTAMP' ART 77, 2010 » - Rencontres d'estampe contemporaine en Val-de-Loing - sous le patronage du ministère de la Culture et de la Communication, en partenariat avec le Conseil général de Seine & Marne et la Ville de Souppes-sur-Loing, 2010 ;
- Exposition  municipale « Gravures & impression. Japon. Autour de Hajimé Watanabé » (Collections de Maurice Pillard Verneuil en Suisse), Galerie Saint-Jacques de la Mairie de  Saint-Quentin, Picardie 2010-2011 ;
- Exposition « La Gravure Originale », mairie du 6e arrondissement, Paris, 2015 ;
- Exposition « Pointe et burin 2015 », La Fondation Taylor, Paris, 201 ;
- Exposition « La Gravure Originale », l'orangerie du Sénat  , Palais du Luxembourg, Paris, 2015.
- Exposition  « LA GRAVURE ORIGINALE / Histoire de 50ans d'édition d'estampes , La Fondation Taylor, Paris, 2020.